# زكي مراد (مغني)
زكي مراد (1880 - 1946) ملحن ومغني مصري ولد في مدينة الإسكندرية لأسرة من اليهود المصريين تجار الأقمشة، وقد كبر زكي مراد في تجارة الأقمشة ولكن موهبته بدأت في البزوغ من خلال ما كان يردده لعبده الحامولي ومحمد عثمان، ثم انتقل زكي للقاهرة وقرر تعلم الموسيقى والغناء فالتحق بالمعهد الأهلي للموسيقى الذي أسسه سامي أفندي الشوا ومنصور أفندي عوض رشح منصور أفندي الذي كان مستشارا لإحدى شركات الأسطوانات، ثم سجل الشاب زكي مراد بك في هذه الشركة أولى أسطواناته وكانت قصيدة "أراك عصي الدمع" من ألحان عبده الحامولي وقد لاقت هذه القصيدة نجاحا عريضا بصوت زكي مراد ولم يكن بعد قد اعتلى خشبة أي مسرح ولم يواجه الجمهور في أي حفل عام، بعد هذا النجاح تهافت متعهدي الحفلات على المطرب الشاب وخاصة المتعهد «إبراهيم روشو» الذي توطدت علاقته به فزوج ابنته لزكي مراد المطرب الجديد حيث أنجب منها ثلاث بنات هن (ليلى، ملك وسميحة) وثلاث أبناء هم (زكي، إبراهيم وموريس الذي أصبح منير مراد)
توفي عام 1946

## دخول ميدان التمثيل
أصبح زكي مراد فارسا من فرسان الغناء في بداية العشرينات.
في عام 1910 أصيب الشيخ سلامة حجازي بالشلل وقد عهد للشاب زكي مراد بأداء أدواره المسرحية تمثيلا وغناءا، حيث اختاره فنان الشعب سيد درويش للقيام بدور سيف الدين في أوبريت «العشرة الطيبة».
وكانت من إنتاج نجيب الريحاني الذي لم يشارك في تمثيلها. كما شارك أيضا في بطولة مسرحية «كليوباترا ومارك انطوان» بديلا عن محمد عبد الوهاب بعد أن اختلف عبد الوهاب ومنيرة المهدية.

## السفر نحو أمريكا
امتلك زكي مراد صوتا رخيما له قدرات تطريبية عالية كما كان متأثرا في غنائه بأستاذه عبد الحي حلمي، وفي نهاية العشرينات سافر زكي مراد في رحلة فنية طويلة إلى أمريكا ربح فيها أموالا طائلة[بحاجة لمصدر] وعندما عاد وجد أن جمهوره قد نسيه فجلس يجتر ذكرياته وأمجاده الغنائية. وكان عزاءه أنه أنجب ثلاث مطربات منهن المطربة ملك مراد التي هاجرت إلى أمريكا وكانت تغني للجاليات العربية أغنيات أم كلثوم وطبعتها على اسطوانات مستغلة عدم توقيع أمريكا على اتفاقية «برن» التي تحمي حقوق المؤلف والملحن،
أما أختها سميحة مراد فلحقت بها أيضا إلى أمريكا وكانت قد مثلت فيلما واحدا مع نور الدمرداش عام
1951 اسمه «طيش الشباب» من إخراج أحمد كامل مرسي.
أما ابنته الصغرى ليلى مراد التي حباها الله بصوت ليس له مثيل ولكن كانت شديدة الخجل فلم تستطع أن تلفظ أمام والدها أغاني الحب والغرام فعهد إلى صديقه الملحن داوود حسني بتدريبها وتنشئتها النشئة الفنية الصحيحة فلحن لها أغنيات البداية التي انطلق من خلالها صوتها الذي لن يتكرر،
اما ابنه منير (موريس) فكان حبه للسينما شديدا أكبر من رغبة والده في أن يكون مطربا أو موسيقيا رغم أن منير كان يعزف على آلة العود، ولكن منير بدأ حياته الفنية كعامل كلاكيت في السينما ثم عمل مساعد مخرج مع المخرج «حسن الصيفي» وأنور وجدي فيما بعد الذي لمح فيه موهبة الموسيقا فأعطى له الفرصة الأولى للتلحين حين كلفه بتلحين أغنية «واحد اتنين» لشادية في فيلم ليلة الحنا، فأثبت جدارته ولاقت الأغنية نجاحا وأظهرت ملحنا يتمتع بموهبة محلقة ونغم ذو روح شابة مصرية الطبع وضعته في مصاف الملحنين الكبار، ولكن والده زكي مراد لم يعش ليشهد نجاح ابنه كملحن حيث كان قد أدى مهمته ورحل عن الدنيا

## أهم أعماله
للفنان زكي مراد أعمالا كثيرة على غرار:
- صيد العصاري ياسمك
- فيك ناس ياليل
- هاتيلي يامه عصفوري
- أصل الوداد المحبة
- ياقمر داري العيون
- تسعد لياليك ياقمر
- دلعني يابابا شوية
- ياللي جرحت القلب
- لما كواني الحب
- حود من هنا
- التفاح والرمان
- الحب سلطامه قاسي
- عروستنا الحلوة
- ياخوخ ياناعم
- الفجر أهو لاح
- الفؤاد مخلوق لحبك

### أغنياته
- حبيت أنا من أول وجديد من كلمات أحمد عاشور، وألحان إبراهيم القباني
- حماتي يانينة